# Катков, Георгий Михайлович
Гео́ргий Миха́йлович Катко́в (1903, Москва — 20 января 1985, Лондон) — историк русского зарубежья, философ, профессор Оксфордского университета.

## Биография
Родился в 1903 году в Москве в семье Михаила Мефодиевича Каткова, профессора римского права в Киевском университете. Внучатый племянник известного консервативного публициста Михаила Каткова.
В 1921 году семья эмигрировала из Киева в Прагу.
Там одновременно учился в Русском и Немецком университетах: изучал санскрит, индологию и философию. В 1929 получил степень доктора философии. Занимался исследованием философии Брентано, был хранителем его архива.
В 1939 году переехал в Оксфорд. В 1947—1950 преподавал в Оксфордском университете. Стал заниматься русской историей, в основном изучением русской революции и её причин. Особое внимание уделял Февральской революции и другим событиям 1917 года, о которых написал две книги.
В 1940-е и 1950-е сотрудничал с русским отделом Би-Би-Си. Бывал в Москве и встречался с Пастернаком.
В 1959 году был избран членом совета колледжа Святого Антония Оксфордского университета.
Скончался 20 января 1985 года в Лондоне.

## Монография «Февральская революция»
В монографии «Февральская революция» Г. М. Катков проводит тщательный анализ политической ситуации в России в период с 1906 и до начала Февральской революции. Он дает краткую характеристику социалистических и революционных партий, отмечает слабое положение социал-демократического движения в России и его беспомощность в борьбе с самодержавием. Особое внимание в монографии уделяется армии.
Катков производит разбор важных политических событий, которые привели к революции. По его мнению, настоящей революцией может считаться только Февральская, так как именно в результате этого исторического события был разрушен многовековой самодержавный строй.
В качестве источников он использует стенограммы речей известных деятелей, отечественную и зарубежную публицистику. Крайне мало автор использует российские архивные данные. Г. М. Катков не имел возможности посетить СССР, поэтому сам не проводил архивных изысканий.